# Begonia adenostegia
Begonia adenostegia es una especie de planta de la familia Begoniaceae. Esta begonia es originaria de Sabah, en Malasia. La especie pertenece a la sección Platycentrum; fue descrita en 1894 por el botánico austriaco Otto Stapf (1857-1933). El epíteto específico es adenostegia que significa «poros glandulares».